# Phoradendron wiensii
Phoradendron wiensii är en sandelträdsväxtart som beskrevs av J. Kuijt. Phoradendron wiensii ingår i släktet Phoradendron och familjen sandelträdsväxter. Inga underarter finns listade i Catalogue of Life.